# Reichs-Rundfunk-Gesellschaft

Signet der Reichs-Rundfunk-Gesellschaft, 1926

Die am 15. Mai 1925 gegründete Reichs-Rundfunk-Gesellschaft mbH (RRG) in Berlin war die Dachorganisation der regionalen Rundfunkgesellschaften im Deutschen Reich. Daneben bestand bereits seit 1924 (Sendebeginn 1926) die Deutsche Welle GmbH, die über den Deutschlandsender in Königs Wusterhausen bei Berlin ausstrahlte und reichsweit empfangen werden konnte und die am 1. Januar 1933 in die Deutschlandsender GmbH überführt wurde. Die Deutsche Welle übernahm neben der Ausstrahlung eigener Vortrags- und Informationssendungen (ursprünglich zwischen 15 und 20 Uhr) Sendungen der regionalen Rundfunkgesellschaften (ursprünglich ab 20 Uhr unter der Senderbezeichnung „Deutschlandsender“). Die RRG hielt einen Teil der Unternehmensanteile der Deutsche Welle GmbH. Sie bestand bis zu ihrer Liquidation nach dem Zweiten Weltkrieg. 

## Vorgeschichte: Wirtschaftsrundspruch, Dradag, Deutsche Stunde und regionale Sendeanstalten
Die Geschichte des Hörfunks in Deutschland begann am 1. September 1922 mit dem ersten regulären Hörfunkdienst, den Ernst Ludwig Voss (Auswärtiges Amt) in Form des „Wirtschaftsrundspruchs“ auf Langwelle ins Leben rief. In Abstimmung mit Ministerialdirektor Hans Bredow aus dem Reichspostministerium bemühte sich Voss, private Investoren zur Gründung regionaler Gesellschaften zu finden, die Rundfunk für die Allgemeinheit („Unterhaltungsrundfunk“) veranstalten sollten. So kam es zur Gründung von neun regionalen Rundfunkgesellschaften:
| № | Name                                                                       | Sitz                  | Gründungsdatum | Hauptbeteiligte                                                            | Sendebeginn                  |
| - | -------------------------------------------------------------------------- | --------------------- | -------------- | -------------------------------------------------------------------------- | ---------------------------- |
| 1 | Funk-Stunde AG                                                             | Berlin                | 10. Dez. 1923  | Vox-Schallplatten- und Sprechmaschinen-AG                                  | 29. Okt. 1923 (400 m, 250 W) |
| 2 | Nordische Rundfunk AG (Norag)                                              | Hamburg               | 16. Jan. 1924  | Friedrich Julius Christian Blonck (Getreidehandel), Peter Kruse (Bankier)  | 2. Mai 1924 (395 m, 700 W)   |
| 3 | Ostmarken Rundfunk AG (Orag)                                               | Königsberg            | 2. Jan. 1924   | anfangs: Walter Zabel (Elektrohandel); dann: Messeamt der Stadt Königsberg | 14. Juni 1924 (463 m, 500 W) |
| 4 | Südwestdeutsche Rundfunk AG (SWR/Süwrag)                                   | Frankfurt am Main     | 7. Dez. 1923   | Carl Adolf Schleussner (Fotoindustrie)                                     | 1. Apr. 1924 (470 m, 1500 W) |
| 5 | Westdeutsche Funkstunde AG (Wefag), 1927: Westdeutsche Rundfunk AG (Werag) | Münster, ab 1927 Köln | 15. Sep. 1924  | Richard Tormin (Stadt Münster), 7 Industrie- und Handelskammern            | 10. Okt. 1924 (407 m, 700 W) |
| 6 | Süddeutsche Rundfunk AG (Sürag)                                            | Stuttgart             | 3. März 1924   | Theodor Wanner; 33 Gesellschafter                                          | 11. Mai 1924 (437 m, 250 W)  |
| 7 | Deutsche Stunde in Bayern GmbH                                             | München               | 18. Sep. 1922  | Deutsche Bank München, verschiedene Industrie- und Handelsunternehmen      | 30. März 1924 (485 m, 250 W) |
| 8 | Mitteldeutsche Rundfunk AG (Mirag)                                         | Leipzig               | 22. Jan. 1924  | Messeamt der Stadt Leipzig, Edgar Herfurth (Presseverlag)                  | 2. März 1924 (452 m?)        |
| 9 | Schlesische Funkstunde AG                                                  | Breslau               | 4. Apr. 1924   | Otto Lummer (Physik-Professor) und 4 andere                                | 26. Mai 1924 (416 m?)        |

Jede der regional tätigen Gesellschaften musste 51 % ihrer Unternehmensanteile und drei Aufsichtsratsstellen an das Reichspostministerium, vertreten durch Heinrich Giesecke, das Reichsministerium des Innern, vertreten durch Ernst Heilmann (von der 1923 entstandenen Drahtloser Dienst AG, der sogenannten „Dradag“), und die 1922 gegründete „Deutsche Stunde“, Gesellschaft für drahtlose Belehrung und Unterhaltung mbH, vertreten durch Voss, abtreten. Finanziert wurden die regionalen Gesellschaften zunächst durch 60 % des Rundfunkgebührenaufkommens in denjenigen Oberpostdirektionsbereichen, für die sie Programme zur Verfügung stellten. Ab 1930 sank der Anteil, den die Post an die Sender abführte, unter 50 % des Gebührenaufkommens. Die Gebühr, die vom Bürger für den Radioempfang zu entrichten war, betrug vom 1. April 1924 an monatlich 2 Mark.
Als Dachverband war der Reichsfunkverband tätig.

## Staatliche Rundfunkordnung (1925) und Gründung der RRG

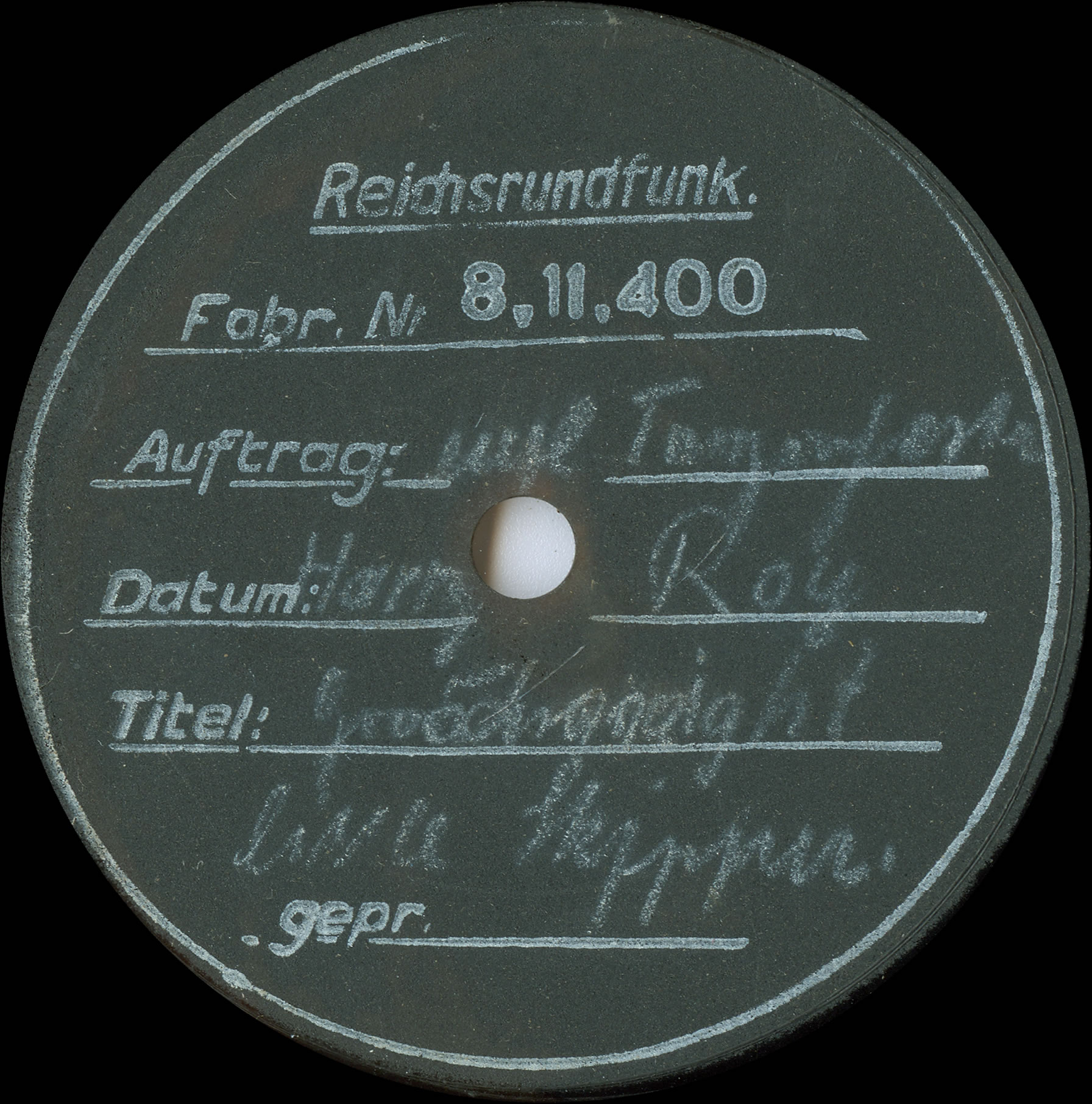
Livemitschnitt des Reichsrundfunks auf einer 12-Zoll-Decelith-Platte

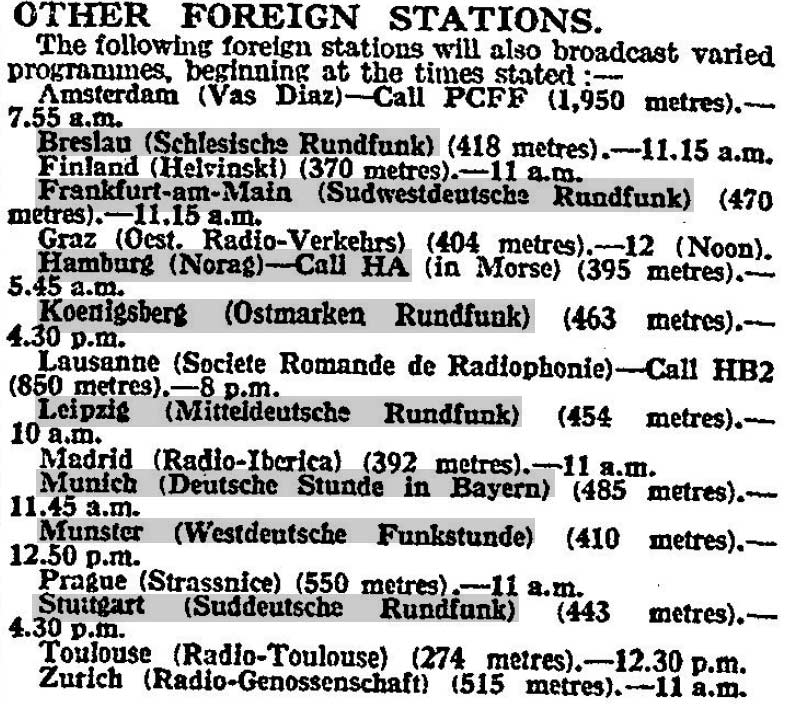
Die Londoner Times listet die deutschen Sender auf (22. August 1925)

Die staatliche Rundfunkordnung von 1925 sah im Rahmen der Genehmigung des Sendebetriebs neben der Einrichtung von Überwachungsausschüssen und kulturellen Beiräten unter Beteiligung der Länder vor, dass 1.) die Rundfunkgesellschaften eine Dachorganisation, die Reichs-Rundfunk-Gesellschaft, gründeten, von deren Eigentumsanteilen die Deutsche Reichspost im Februar 1926 51 % erhielt, und dass 2.) auch jede der regionalen Rundfunkgesellschaften 51 % ihrer Unternehmensanteile auf die Reichspost übertrug, wobei die RRG als Treuhänder das Stimmrecht der Reichspost ausüben sollte.
So wurde am 5. Mai 1925 die Reichs-Rundfunk-Gesellschaft mbH mit Sitz in Berlin zunächst von den fünf Gesellschaften in Hamburg, Königsberg, Frankfurt/M., Leipzig und Breslau gegründet. Die Rundfunkgesellschaften in Berlin, Münster und Stuttgart schlossen sich nach langwierigen Verhandlungen an. Die Gesellschaft in München trat erst wegen finanzieller Nöte im Jahr 1931 bei. Am 1. März 1926 verfügte die RRG in den ihr angeschlossenen Rundfunkgesellschaften über durchschnittlich 53,3 % der Stimmrechte. Berücksichtigt man auch die Anteile der Landesregierungen und der Dradag (siehe unten), so bemaß sich der staatliche Einfluss in den Rundfunkgesellschaften auf 62,1 % und stieg bis 1929 auf 75,5 %.
Geschäftsführer der RRG wurden Kurt Magnus und Heinrich Giesecke. Vorsitzender des Verwaltungsrats wurde Hans Bredow, der zu diesem Zweck aus dem Postdienst ausschied und nun den Titel „Rundfunkkommissar des Reichspostministers“ führte. Die Zahl der RRG-Beschäftigten stieg von 20 im Jahr 1926 auf 206 Ende 1931.
Satzungsgemäße Aufgabe der RRG war die „zentrale Leitung“, insbesondere die organisatorische und ökonomische Kontrolle der angeschlossenen Rundfunkgesellschaften nach den Vorgaben der Reichspost. Ab 1932 wurden die den Rundfunkgesellschaften zustehenden Anteile am Gebührenaufkommen der Reichspost über die RRG verteilt.
Ein eigener Funksendebetrieb der RRG war durch ihre Satzung ausgeschlossen, doch erwarb die RRG bereits im Jahr 1925 die Deutsche Welle GmbH von Ernst Ludwig Voss. Der formal von dieser Gesellschaft getragene und am 7. Januar 1926 über den Langwellensender Königs Wusterhausen eröffnete Funkdienst entwickelte sich zu einem RRG-eigenen Rundfunkprogramm. Bestand es anfangs teils aus Übernahmen von Sendungen der regionalen Rundfunkgesellschaften (allen voran der Funk-Stunde Berlin), teils aus einem eigenen Bildungsprogramm, dem „Vortragsdienst“, so wuchs es bald zu einem reichsweiten Vollprogramm unter dem Namen „Deutschlandsender“. Ab dem 15. Juni 1932 gab es eine „Stunde der Reichsregierung“, die von allen deutschen Sendern übertragen wurde (Reichssendung). Ab 26. August 1929 betrieb der Deutschlandsender auch den Kurzwellensender Zeesen.
Ein weiteres Element im Rundfunksystem der Weimarer Republik war die „Dradag“, eine Gründung des Reichsinnenministeriums. Sie wurde unter Beteiligung des Reichsverbands der Deutschen Presse, der Nachrichten-Agenturen Wolffs Telegraphisches Bureau und Telegraphen-Union (die seit 1924 selbst einen „Pressefunk“ auf Langwelle veranstalteten) und der Verlage Mosse und Scherl zur „Nachrichtenstelle des deutschen Rundfunks“ (Chefredakteur 1926–32: Josef Räuscher).
Die politische Kontrolle des Rundfunks lag beim Reichsinnenministerium und den Regierungen der Länder.
In technischer Hinsicht war die Zeit geprägt von der Einrichtung von Nebensendern, neuen Studios und reichweitenstarken Sendeanlagen:
| №  | Gesellschaft                             | Funkhaus                                                      | Intendant 1930          | Großsender mit Leistung in kW                | Neben-/Zwischensender | Studios                                                                      | Ende                        |
| -- | ---------------------------------------- | ------------------------------------------------------------- | ----------------------- | -------------------------------------------- | --- | ---------------------------------------------------------------------------- | --------------------------- |
| 1  | Funk-Stunde AG                           | Berlin, Haus des Rundfunks, Masurenallee 8–14                 | Hans Flesch             | 20. Dez. 1933 Berlin 100                     | Stettin Jan. 1926 (bis Dez. 1928 mit Studio), Magdeburg Dez. 1928, Berlin-Ost Jan. 1929 (Jan. 1929 bis Jan. 1934 erstes Gleichwellennetz) |                                                                              | 24. Apr. 1945               |
| 2  | Nordische Rundfunk AG (Norag)            | Hamburg, Rothenbaumchaussee 132–134                           | Hans Bodenstedt         | 15. Jan. 1934 Hamburg 100                    | Bremen Nov. 1924, Hannover Dez. 1924, Kiel März 1926, Flensburg Dez. 1928                                                                 | (Schwerin), Rostock                                                          | 13. Mai 1945 (Flensburg)    |
| 3  | Ostmarken Rundfunk AG (Orag)             | Königsberg, Hansaring 21–25 (heute: Prospekt Mira 1)          | Joseph Christean        | 15. Dez. 1930 Heilsberg 60                   | Königsberg; indirekt: Danzig 1926 |                                                                              | 31. Jan. 1945 gesprengt     |
| 4  | Südwestdeutsche Rundfunk AG (SWR/Süwrag) | Frankfurt, Eschersheimer Landstr. 33                          | Wilhelm Schüller        | 28. Okt. 1932 Frankfurt 15                   | Kassel Jan. 1925, Trier 1932 (bis 1936 mit Studio)                                                                                        | Mainz                                                                        | 25. März 1945 (Bad Nauheim) |
| 5  | Westdeutsche Rundfunk AG (Werag)         | Köln, Dagobertstr. 38                                         | Ernst Hardt             | 15. Jan. 1927 Langenberg 40 (1931: 60)       | Münster; Köln, Aachen März 1928 (Apr. 1930 bis März 1932 zweites Gleichwellennetz)                                                        | Dortmund, Elberfeld (jeweils Nebensender Sept. 1925 bis Jan. 1927)           | 12. Apr. 1945 gesprengt     |
| 6  | Süddeutsche Rundfunk AG (Sürag)          | Stuttgart, Altes Waisenhaus, Charlottenplatz 1                | Alfred Bofinger         | 21. Nov. 1930 Mühlacker 60                   | Stuttgart; Freiburg Nov. 1926 (1933–39 Frankfurt zugeordnet)                                                                              | Karlsruhe, Mannheim                                                          | 5. Apr. 1945 gesprengt      |
| 7  | Bayerische Rundfunk GmbH                 | München, Rundfunkplatz 1                                      | Kurt von Boeckmann      | 3. Dez. 1932 München 60                      | Nürnberg Aug. 1924; Zwischensender ohne Studio: Augsburg Sept. 1927, Kaiserslautern Feb. 1928 (1934 zu Frankfurt, 1936 zu Saarbrücken)    |                                                                              | 29. Apr. 1945               |
| 8  | Mitteldeutsche Rundfunk AG (Mirag)       | Leipzig, Markt 8                                              | Ludwig Neubeck          | 28. Okt. 1932 Leipzig 120                    | Dresden Feb. 1925 | Chemnitz, Erfurt, Weimar; Dessau, Eisenach, Gera, Halle, Jena, Sondershausen | März 1945                   |
| 9  | Schlesische Funkstunde AG                | Breslau, Julius-Schottländer-Str. 8 (heute: Aleja Karkonoska) | Fritz Walter Bischoff   | 27. Aug. 1932 Breslau 60                     | Gleiwitz Nov. 1925 |                                                                              | 7. Feb. 1945 demontiert     |
| 10 | Deutsche Welle GmbH (Deutschlandsender)  | Berlin, Haus des Rundfunks, Masurenallee 8–14                 | Johann Hermann Schubotz | 20. Dez. 1927 Zeesen 24 (1930: 32; 1932: 60) | |                                                                              | 21. Apr. 1945 (Herzberg)    |

Das Programm der Rundfunkgesellschaften bestand 1927 durchschnittlich zu 39 % aus Musik, zu 35 % aus Nachrichten und Information („allgemeiner Teil“), zu 16 % aus Vorträgen und zu 10 % aus literarischen Darbietungen.
Im Jahr 1931 zog die RRG mit der Deutschen Welle (Deutschlandsender) und der Berliner Funk-Stunde in das gerade erbaute Haus des Rundfunks in der Masurenallee in Berlin-Charlottenburg.

## Nach der Rundfunkordnung von 1932
Die staatliche Rundfunkordnung von 1932 ging auf Rundfunkkommissar Erich Scholz aus dem Reichsinnenministerium zurück und bestimmte die Umwandlung der Rundfunkgesellschaften von Aktiengesellschaften mit privaten Minderheitseignern (die allerdings ohnehin nur noch in Frankfurt und Hamburg von einigem Gewicht waren) in rein öffentliche Gesellschaften mit beschränkter Haftung. 51 % der Anteile hielt demnach die Reichspost, 49 % hielten die Länder, d. h. Preußen an den Sendern Berlin, Köln, Breslau und Königsberg, Preußen zusammen mit Hamburg, Bremen und Mecklenburg-Schwerin am Sender Hamburg, Sachsen mit Preußen und Thüringen am Sender Leipzig, Preußen mit Hessen am Sender Frankfurt, Württemberg und Baden am Sender Stuttgart und allein Bayern am Sender München.
Die Dradag wurde als „Der Drahtlose Dienst“ (DDD) eine Dienststelle der RRG. Zu ihrem Chefredakteur wurde Hans Fritzsche ernannt.

## Die RRG im Nationalsozialismus (1933–1945)

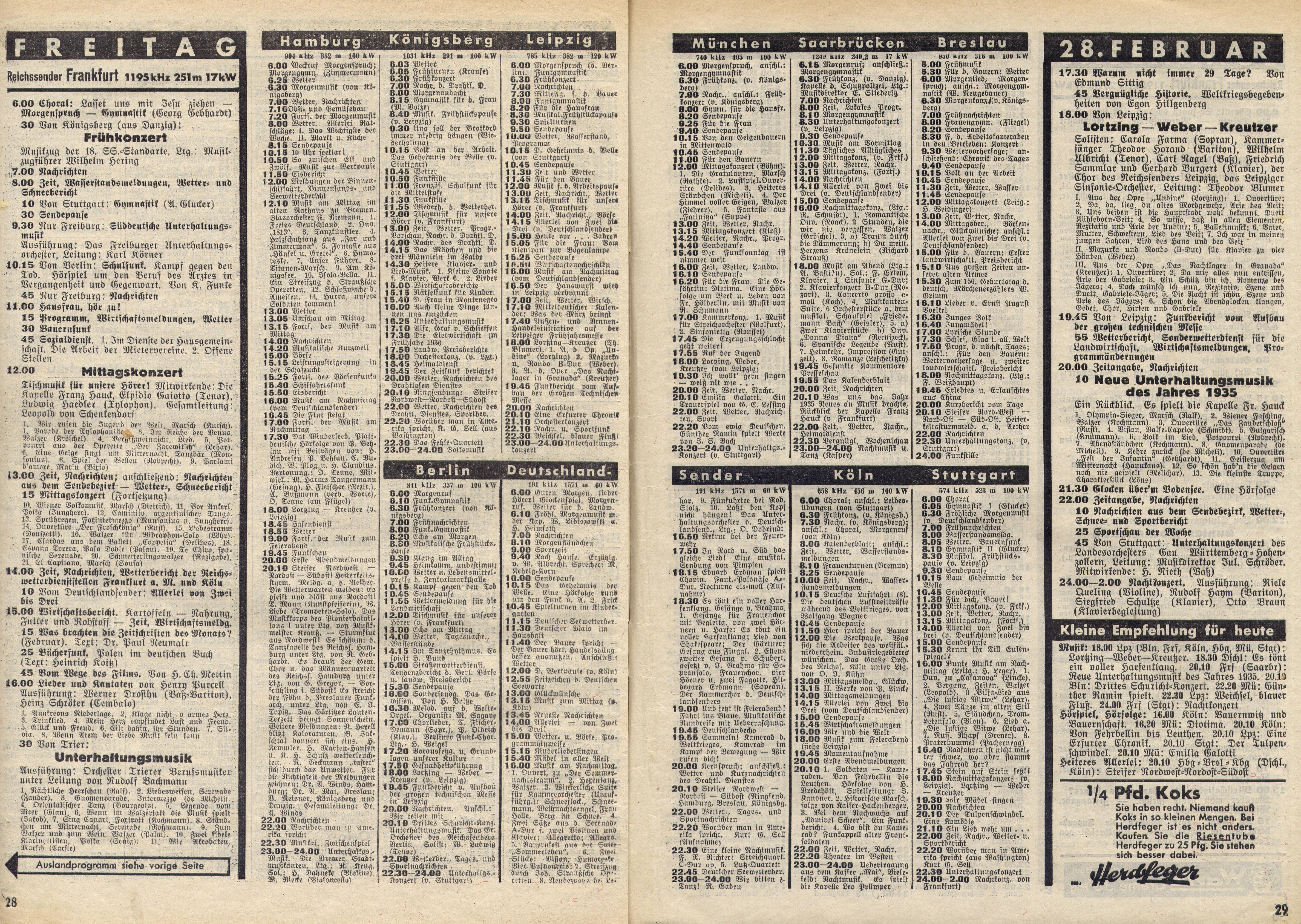
Rundfunkprogramm der Deutschen „Reichssender“ und des Deutschlandsenders am 28. Februar 1936

Wenige Monate nach der Machtergreifung der NSDAP wurden die regionalen Rundfunkgesellschaften zunächst zu Filialen der Reichs-Rundfunk-Gesellschaft (RRG), dann gleichgeschaltet und schließlich bis 1937 ganz aufgelöst. In einer Rede vor den Intendanten des Reichsrundfunks im Jahr 1933 verkündete Propagandaminister Joseph Goebbels das Ziel seiner Rundfunkpolitik: „Das Volk mit dieser Gewissheit und dieser Gesinnung bis in die letzte Faser zu durchtränken – die Menschen so lange zu hämmern und zu feilen und zu meißeln, bis sie uns verfallen sind: das ist eine der Hauptaufgaben des Deutschen Rundfunks!“
Zunächst gingen die Rundfunkkompetenzen vom Reichspost- und dem Reichsinnenministerium auf das gerade gegründete Reichsministerium für Volksaufklärung und Propaganda über. Ab dem 1. April 1933 gab es mehrmals wöchentlich am Abend eine reichsweit einheitliche „Stunde der Nation“ über alle deutschen Sender. Die Rundfunkgesellschaften traten am 8. Juli 1933 ihre RRG-Geschäftsanteile an das neue Ministerium ab, und die Länder übertrugen ihre Beteiligungen an den Rundfunkgesellschaften auf die RRG. Die regionalen Rundfunkgesellschaften wurden daraufhin liquidiert, überwiegend 1934, Leipzig erst 1935 und München 1937. Am 1. April 1934 wurden die Sendernamen vereinheitlicht und trugen fortan die Bezeichnung Reichssender, gefolgt vom Namen ihres Standorts. Auch die Rundfunkgebühr floss nun überwiegend an das Propagandaministerium, während Postressort und RRG nur „Abfindungen“ erhielten, sodass der Anteil der RRG an den 2 RM Rundfunkgebühr von 65 Pfennig (32,5 %) im Jahr 1933/34 auf 38 Pfennig (19,1 %) im Jahr 1939/40 fiel. Rundfunkreklame, die es seit 1924 gegeben hatte, wurde 1935/36 verboten.
Rundfunkkommissar Bredow hatte noch am 30. Januar 1933 seinen Rücktritt eingereicht, RRG-Geschäftsführer Magnus trat am 3. April zurück. An seine und Gieseckes Stelle in der RRG traten die Direktoren Eugen Hadamovsky („Reichssendeleiter“, Programmgestaltung), Hermann Voß (Verwaltung) und Claus Hubmann (Technik); neuer Verwaltungsratsvorsitzender wurde Walther Funk (1933–38). Im November 1934 begann der „Reichs-Rundfunk-Prozess“, ein von Hadamovsky initiierter 89-tägiger Schauprozess gegen einige der Spitzen des soeben zerschlagenen „Systemrundfunks“. Bredows und Fleschs Verurteilung durch das Landgericht Berlin wegen Teilnahme am Parteiverrat wurde im Februar 1937 vom Reichsgericht aufgehoben, das Verfahren vor dem Landgericht Berlin im März 1938 eingestellt.
Auch an der Spitze der regionalen Rundfunkgesellschaften kam es unverzüglich zu personellen Veränderungen (Ausnahme Stuttgart: Bofinger), in Berlin sogar noch vor der Machtergreifung (Kolb). Kurt von Boeckmann wechselte von München an den Deutschen Kurzwellensender, der am 1. April 1933 seinen regulären Auslandsdienst aufgenommen hatte und in Person Boeckmanns einen eigenen Intendanten erhielt; die Mitarbeiterzahl des Kurzwellensenders stieg von sieben im Jahr 1933 auf 242 im März 1938.
Die Einrichtung von drei als Programmgemeinschaften konzipierten Sendergruppen, West (Frankfurt, Köln, Stuttgart), Nord (Hamburg, Berlin, Königsberg) und Südost (München, Leipzig, Breslau), Ende 1933/Anfang 1934 war nur von vorübergehender Bedeutung.
Während Musikschallplatten dem Rundfunk von den Herstellerfirmen mit Rücksicht auf die Werbewirkung zuvor kostenlos zur Verfügung gestellt worden waren, gelangten beide Seiten 1933 zu keiner neuen Übereinkunft, und die RRG verlor 1936 einen diesbezüglich von der Schallplattenindustrie angestrengten Prozess vor dem Reichsgericht.
Über den Fernsehsender Paul Nipkow in Berlin-Witzleben nahm im Frühjahr 1935 der Deutsche Fernseh-Rundfunk seinen Betrieb auf; erster Intendant wurde zwei Jahre später Hans-Jürgen Nierentz (Mitarbeiterzahl: 32). Zur Olympiade 1936 wurden täglich acht Stunden Programm gesendet, doch beschränkten sich die Empfangsmöglichkeiten auf 25 Fernsehstuben in Berlin, eine Empfangsstelle in Potsdam und zwei in Leipzig.
Die Reichsrundfunkkammer (1933–39, Präsident: Horst Dreßler-Andreß, ab 1937 Hans Kriegler) leistete als Teil der Reichskulturkammer einen wesentlichen Beitrag zur Gleichschaltung des kulturellen Lebens in Deutschland, indem sie alle Personen erfasste, die in Industrie und Handel der Radiobranche, den Hörerverbänden und den Verlagen von Rundfunkzeitschriften tätig waren. Ab 1935 gehörten ihr auch die Mitarbeiter der RRG an.
Im März 1937 wurde Heinrich Glasmeier von Goebbels zum „Reichsintendanten des Deutschen Rundfunks und Generaldirektor der Reichs-Rundfunk-Gesellschaft“ berufen.
Nach der Eingliederung des Saargebiets 1935 kam der Reichssender Saarbrücken, nach dem Anschluss Österreichs 1938 der Reichssender Wien, nach Errichtung des Protektorats Böhmen und Mähren 1939 der Reichssender Böhmen in Melnik und mit Kriegsbeginn der Reichssender Danzig hinzu, sodass es Ende 1939 zur Inlandsversorgung dreizehn Reichssender (mit Nebensendern) und den 500 kW starken Deutschlandsender III gab. Im Jahr 1939 wurde für den Rundfunk insgesamt die Bezeichnung „Großdeutscher Rundfunk“ eingeführt. Im weiteren Kriegsverlauf wurde die RRG um den Sender Luxemburg (Junglinster) und die Sendergruppen Gouvernement (in Lodsch), Ostland (in Riga) und Ukraine (in Kiew) erweitert. Die Reichs-Rundfunk-Gesellschaft befand sich ab 1941 im oberösterreichischen Stift Sankt Florian. Rudolf Schulz-Dornburg fungierte als Musikbeauftragter und sollte hier in der Endphase des Krieges einen Brucknersender aufbauen.
| №  | Sender                     | Hauptfrequ. in kHz | Leiter                                                                                                 | neue (Neben-)Sender |
| -- | -------------------------- | ------------------ | --- | --- |
| 1  | Deutschlandsender          | 191                | 1933 Goetz Otto Stoffregen                                                                             | |
| 2  | Reichssender Berlin        | 841                | 1933 Richard Kolb, 1933–34 Friedrich Arenhövel, 1934–37 Walther Beumelburg, 1937 Goetz Otto Stoffregen | Posen 1939 |
| 3  | Reichssender Hamburg       | 904                | 1933–45 Gustav Grupe                                                                                   | Stolp 1938 (1933/34 Gleichwelle H-FL-HB-MD-Stettin) |
| 4  | Reichssender Königsberg    | 1031               | 1933–35 Siegfried Haenicke, 1938?–45 Alfred Lau                                                        | Memel 1939 |
| 5  | Reichssender Frankfurt     | 1195               | 1933–34 Walther Beumelburg, 1934–38 Hanns-Otto Fricke, 1938–41 Paul Lambert Werber; Ludwig Fries       | Koblenz 1935 (1933/35 Gleichwelle F-TR-KS-FR-KL-KO) |
| 6  | Reichssender Köln          | 658                | 1933–37 Heinrich Glasmeier, 1937–41 Toni Winkelnkemper; Martin Rockenbach                              | |
| 7  | Reichssender Stuttgart     | 574                | 1924–45 Alfred Bofinger                                                                                | Bregenz, Freiburg 1939 (Gleichwelle) |
| 8  | Reichssender München       | 740                | 1933 Richard Kolb, 1934–45 Hellmuth Habersbrunner                                                      | Augsburg, Bayreuth (Studios); Innsbruck, Salzburg (Gleichwelle) |
| 9  | Reichssender Leipzig       | 785                | 1933–45 Carl Stueber                                                                                   | |
| 10 | Reichssender Breslau       | 950                | 1933–34 Hans Roeseler, 1934–37 Hans Kriegler, 1937–38 Karl Gunzer, 1938–45 Hanns-Otto Fricke           | Görlitz 1937, Troppau 1938, Kattowitz 1939 (Gleichwelle) |
| 11 | Reichssender Saarbrücken   | 1249               | 1935–38 Adolf Raskin, 1938–45 Karl Mages                                                               | Kaiserslautern (ab 1936) |
| 12 | Reichssender Wien          | 592                | 1938 Franz Pesendorfer, Adolf Raskin, Karl Gunzer, Karl Mages, 1941–45 Franz Huber                     | Linz, Graz, Klagenfurt |
| 13 | Reichssender Böhmen        | 1113               | 1939–41 Hans-Günther Marek, 1942–45 Ferdinand Thürmer (Sendergruppe Böhmen-Mähren)                     | Prag, Brünn, Mährisch-Ostrau |
| 14 | Reichssender Danzig        | 1303               | 1939 Wolfgang Diewerge, 1939–41 Carl-Heinz Boese, 1942 Harry Moss                                      | Thorn |
| 15 | Sender Luxemburg           | 232                | 1940 Friedrich Castelle, 1942 Albert Perizonius                                                        | |
| 16 | Sendergruppe Gouvernement  | 224                | 1940 Hans-Otto Fricke (Breslau)                                                                        | Litzmannstadt, Krakau, Warschau; Lemberg |
| 17 | Sendergruppe Ostland       | 1258               | 1941 Hans Kriegler                                                                                     | Reval, Dorpat, Turgel; Modohn, Goldingen, Libau; Kauen, Wilna; Minsk, Baranowitschi; Smolensk |
| 18 | Sendergruppe Ukraine       | 832/977            | 1941 Heinz Freiberger                                                                                  | Winniza, Schitomir |
| 19 | Europasender               | LW, MW             | 1941–45 Toni Winkelnkemper                                                                             | u. a. LW: Friesland (Kootwijk 160 kHz), Weichsel (Raszyn 224 kHz); MW: Calais (582 kHz), Bremen (Osterloog 758 kHz), Alpen (Graz-Dobl 886 kHz), Donau (Dobrochau 922 kHz); KW-Rundstrahler: DXM/DXX (Zeesen) |
| 20 | Überseesender              | KW                 | 1933–40 Kurt von Boeckmann, 1940 Adolf Raskin, 1941–45 Toni Winkelnkemper                              | u. a. München-Ismaning, Oebisfelde, Elmshorn; Podiebrad, Huizen (PCJ)/Kootwijk (PCV), Allouis; Kiew |
| 21 | Geheimsender „Concordia“   | KW                 | 1940 Erich Hetzler                                                                                     | |
| 22 | Deutscher Fernseh Rundfunk | UKW                | 1935–37 Carl Boese, 1937–39 Hans-Jürgen Nierentz, 1939 Herbert Engler                                  | |

Das Programmangebot des Großdeutschen Rundfunks wurde kriegsbedingt eingeschränkt: Ab Juni 1940 (Westfeldzug) gab es im Wesentlichen nur noch zwei Programme, das Reichsprogramm über die Reichssender (mit wenigen regionalen Fenstern am Vormittag) sowie das Programm vom Deutschlandsender. 1942 stellten die Reichssender Köln, Saarbrücken, Stuttgart und Leipzig ihre Programmzulieferung ein.
Die Programmleitung ging allmählich von der RRG auf das Propagandaministerium über (Leiter der Rundfunkabteilung): 1931 Horst Dreßler-Andreß, 1937 Hans Kriegler, 1939 Alfred-Ingemar Berndt, 1940 Eugen Hadamovsky, 1941 Wolfgang Diewerge und 1942 Hans Fritzsche, der zugleich verantwortlich für die politisch-propagandistischen Sendungen war, während die Zuständigkeit für die unterhaltenden und künstlerischen Sendungen bei Hans Hinkel lag. Auch die Wehrmacht wurde beteiligt (Wehrmachtbericht des OKW, Frontberichte der Propagandakompanien als Formen der Kriegsberichterstattung; Kameradschaftsdienst, Wunschkonzert für die Wehrmacht, Weihnachtsringsendung, „Stunde für unsere Soldaten“ als Formen der Truppenbetreuung).

### Auslandsdienst
Einen Zuwachs verzeichnete unterdessen der Auslandsdienst. Regelmäßige Sendungen auf Englisch begannen beim Deutschen Kurzwellensender im April 1933. Bald folgten Spanisch, Portugiesisch, Holländisch, Afrikaans und Arabisch als weitere Sendesprachen.
Ab September 1938 wurden, beginnend mit dem Reichssender Wien und einer Presseschau auf Tschechisch und Slowakisch, auch Mittel- und Langwellensender für Fremdsprachensendungen genutzt. Im Zusammenhang mit dem Ultimatum an Litauen (Memelgebiet) nahmen die Reichssender Hamburg und Köln im März 1939 regelmäßige englischsprachige Sendungen auf („Germany Calling“).
Im Jahr 1940 wurde in der RRG unter Adolf Raskin, dann Toni Winkelnkemper, eine Auslandsdirektion eingerichtet, bestehend aus den vier Organisationseinheiten „Die Deutschen Überseesender“, „Die Deutschen Europasender“ (DES), den Geheimsendern unter dem Namen „Concordia“ und einem „Büro für internationalen Rundfunkverkehr“.
Anfang 1943 wurden täglich 279 Nachrichtensendungen in 53 Sprachen ausgestrahlt (150 durch die Europasender, 129 durch die Überseesender). Die Geheimsender umfassten Programme u. a. in Richtung Frankreich (Radio Humanité; Voix de la Paix), England (Concordia N, New British Broadcasting Station; Concordia S, Workers' Challenge), Ägypten (Concordia A, Stimme der freien Araber – صوت العروبة الحرة = Ṣaut al-ʿurūba 'l-ḥurra), Indien (Concordia H, Stimme des freien Indien – Voice of Free India/Free India Radio/आज़ाद हिन्द रेडियो = Āzād Hind Reḍiyo), Russland (Concordia V, Alte Garde Lenins – Старая гвардия Ленина; Geheimsender Z, Agentensender) und USA (Station Debunk, the Station of all free Americans).
Daneben richtete das Auswärtige Amt im Jahr 1940 den Sonderdienst Seehaus zum planmäßigen Abhören ausländischer Sender durch so genannte „Monitore“ ein und gründete 1941 zwecks Beteiligung an ausländischen Rundfunkunternehmen (z. B. Radio Monte Carlo) die Interradio GmbH (Zürich). Anfang 1942 wurde Interradio unter Integration des Sonderdienstes Seehaus in eine gemeinsame Aktiengesellschaft des Auswärtigen Amtes und des Propagandaministeriums überführt; als Verbindungsmann zwischen den beiden Ministerien fungierte Kurt Georg Kiesinger, der spätere Bundeskanzler. Im Juli 1943 ging auch die Radio-Union GmbH des Propagandaministeriums darin auf, die im Ausland seit 1941 deutsche Wirtschaftswerbung veranstalten sollte. Die Interradio besaß Tochtergesellschaften in Bukarest, Belgrad, Semlin, Zürich, Monte Carlo, Oslo, eine Zweigstelle in Sofia und einen Beauftragten in Tirana; zu ihrem Arbeitsbereich gehörten Sender in Athen (AERE) und Shanghai (XGRS).

## Liste der Senderstandorte
| №  | Ort                          | Koordinaten                  | von  | bis  | Zugehörigkeit                             | Mär. 1925 kHz (m) | Nov. 1926 kHz | Jan. 1929 kHz | Jun. 1929 kHz | Jan. 1934 kHz | Jun. 1939 kHz |
| -- | ---------------------------- | ---------------------------- | ---- | ---- | ----------------------------------------- | ----------------- | ------------- | ------------- | ------------- | ------------- | ------------- |
| 1  | Aachen                       | 50° 46′ 34″ N, 6° 5′ 2″ O    | 1928 | 1932 | Köln                                      | –                 | –             | 658           | 662           | –             | –             |
| 2  | Augsburg                     | 48° 22′ 10″ N, 10° 53′ 38″ O | 1927 | 1935 | München                                   | –                 | –             | 559           | 536           | 1465          | –             |
| 3  | Berlin-Magdeburger Platz     | 52° 30′ 16″ N, 13° 21′ 35″ O | 1924 | 1927 | Berlin                                    | 594,1 (505)       | 620           | –             | –             | –             | –             |
| 4  | Berlin-Witzleben             | 52° 30′ 18″ N, 13° 16′ 41″ O | 1925 | 1935 | Berlin                                    | 1034,5 (290)      | 530           | 631           | 716           | (834?)        | –             |
| 5  | Berlin-Boxhagener Str.       | 52° 30′ 48″ N, 13° 27′ 24″ O | 1929 | 1934 | Berlin                                    | –                 | –             | 1270?         | 1058          | –             | –             |
| 6  | Berlin-Tegel                 | 52° 34′ 8″ N, 13° 17′ 36″ O  | 1933 | 1945 | Berlin                                    | –                 | –             | –             | –             | 841           | 841           |
| 7  | Bremen-Domsheide             | 53° 4′ 27″ N, 8° 48′ 35″ O   | 1924 | 1933 | Hamburg                                   | 909,1 (330)       | 750           | 775           | 887           | –             | –             |
| 8  | Bremen-Utbremer Str.         | 53° 5′ 44″ N, 8° 47′ 30″ O   | 1933 | 1945 | Hamburg                                   | –                 | –             | –             | –             | 1330          | 1330          |
| 9  | Breslau-Oberbergamt          | 51° 5′ 20″ N, 17° 0′ 58″ O   | 1924 | 1925 | Breslau                                   | 717,7 (418)       | –             | –             | –             | –             | –             |
| 10 | Breslau-Krietern             | 51° 4′ 18″ N, 17° 0′ 24″ O   | 1925 | 1932 | Breslau                                   | –                 | 930           | 937           | 1184          | –             | –             |
| 11 | Breslau-Rothsürben           | 50° 59′ 0″ N, 17° 1′ 17″ O   | 1932 | 1945 | Breslau                                   | –                 | –             | –             | –             | 950           | 950           |
| 12 | Danzig-Telegraphenamt        | 54° 20′ 54″ N, 18° 39′ 1″ O  | 1926 | 1945 | Königsberg                                | –                 | 1100          | 658           | 662           | 1303          | 1303          |
| 13 | Dortmund                     | 51° 30′ 41″ N, 7° 24′ 41″ O  | 1925 | 1927 | Köln (Münster)                            | –                 | 1060          | –             | –             | –             | –             |
| 14 | Dresden                      | 51° 2′ 54″ N, 13° 44′ 26″ O  | 1925 | 1945 | Leipzig                                   | 1071,4 (280)      | 1020          | 775           | 941           | 1285          | 1465          |
| 15 | Elberfeld                    | 51° 14′ 0″ N, 7° 9′ 4″ O     | 1925 | 1927 | Köln (Münster)                            | –                 | 640           | –             | –             | –             | –             |
| 16 | Flensburg                    | 54° 47′ 22″ N, 9° 27′ 8″ O   | 1928 | 1945 | Hamburg                                   | –                 | –             | ?             | 1373          | 1330          | 1330          |
| 17 | Frankfurt-Postscheckamt      | 50° 7′ 0″ N, 8° 40′ 55″ O    | 1924 | 1926 | Frankfurt                                 | 638,3 (470)       | –             | –             | –             | –             | –             |
| 18 | Frankfurt-Heiligenstock      | 50° 9′ 17″ N, 8° 42′ 40″ O   | 1926 | 1945 | Frankfurt                                 | –                 | 700           | 712           | 770           | 1195          | 1195          |
| 19 | Freiburg-Gewerbeschule       | 48° 0′ 2″ N, 7° 49′ 44″ O    | 1926 | 1934 | Stuttgart                                 | –                 | 520           | 52?           | 527           | –             | –             |
| 20 | Freiburg-Lehen               | 48° 0′ 49″ N, 7° 47′ 38″ O   | 1933 | 1945 | Frankfurt, 1939 Stuttgart                 | –                 | –             | –             | –             | 1195          | 1294          |
| 21 | Gleiwitz-Radauner Str.       | 50° 17′ 36″ N, 18° 38′ 29″ O | 1925 | 1935 | Breslau                                   | –                 | 1200          | 919           | 923           | –             | –             |
| 22 | Gleiwitz-Tarnowitzer Str.    | 50° 18′ 48″ N, 18° 41′ 20″ O | 1935 | 1945 | Breslau                                   | –                 | –             | –             | –             | 1231          | 1231          |
| 23 | Görlitz-Reichenbach          | 51° 8′ 44″ N, 14° 48′ 12″ O  | 1937 | 1945 | Breslau                                   | –                 | –             | –             | –             | –             | 1231          |
| 24 | Hamburg-Fernsprechamt        | 53° 34′ 7″ N, 9° 59′ 8″ O    | 1924 | 1925 | Hamburg                                   | 759,5 (395)       | –             | –             | –             | –             | –             |
| 25 | Hamburg-Lokstedt             | 53° 35′ 46″ N, 9° 58′ 35″ O  | 1925 | 1934 | Hamburg                                   | –                 | 760           | 766           | 896           | –             | –             |
| 26 | Hamburg-Billwerder-Moorfleet | 53° 31′ 10″ N, 10° 6′ 12″ O  | 1934 | 1945 | Hamburg                                   | –                 | –             | –             | –             | 904           | 904           |
| 27 | Hannover-Bornumer Str.       | 52° 21′ 39″ N, 9° 42′ 50″ O  | 1924 | 1933 | Hamburg                                   | 1013,5 (296)      | 1010          | 530           | 536           | –             | –             |
| 28 | Hannover-Hainholz            | 52° 23′ 37″ N, 9° 42′ 18″ O  | 1933 | 1940 | Hamburg                                   | –                 | –             | –             | –             | 1330          | 1330          |
| 29 | Heilsberg                    | 54° 8′ 24″ N, 20° 33′ 47″ O  | 1930 | 1945 | Königsberg                                | –                 | –             | –             | –             | 1031          | 1031          |
| 30 | Herzberg                     | 51° 42′ 55″ N, 13° 15′ 53″ O | 1939 | 1945 | Deutschlandsender                         | –                 | –             | –             | –             | –             | 191           |
| 31 | Kaiserslautern               | 49° 27′ 26″ N, 7° 46′ 20″ O  | 1928 | 1945 | München, 1934 Frankfurt, 1936 Saarbrücken | –                 | –             | 1080          | 1112          | 1195          | 1429          |
| 32 | Kassel                       | 51° 18′ 56″ N, 9° 29′ 11″ O  | 1925 | 1945 | Frankfurt                                 | 1060,1 (283)      | 1100          | 1200          | 1220          | 1195          | 1195          |
| 33 | Kiel                         | 54° 19′ 58″ N, 10° 4′ 5″ O   | 1926 | 1934 | Hamburg                                   | –                 | 1180          | 1200          | 1220          | –             | –             |
| 34 | Koblenz                      | 50° 22′ 31″ N, 7° 35′ 8″ O   | 1935 | 1945 | Frankfurt                                 | –                 | –             | –             | –             | 1195          | 1195          |
| 35 | Köln                         | 50° 53′ 49″ N, 6° 57′ 40″ O  | 1928 | 1932 | Köln (Münster)                            | –                 | –             | 1140          | 1319          | –             | –             |
| 36 | Königs Wusterhausen          | 52° 18′ 18″ N, 13° 37′ 1″ O  | 1926 | 1927 | Deutschlandsender                         | –                 | 240           | –             | –             | –             | –             |
| 37 | Königsberg-Pregelwiesen      | 54° 42′ 35″ N, 20° 32′ 23″ O | 1924 | 1926 | Königsberg                                | 647,9 (463)       | 990           | –             | –             | –             | –             |
| 38 | Königsberg-Amalienau         | 54° 42′ 52″ N, 20° 28′ 8″ O  | 1926 | 1945 | Königsberg                                | –                 | (990)         | 1070          | 1085          | 1348          | 1348          |
| 39 | Langenberg                   | 51° 21′ 23″ N, 7° 8′ 3″ O    | 1927 | 1945 | Köln                                      | –                 | –             | 649           | 635           | 658           | 658           |
| 40 | Leipzig-Johannishospital     | 51° 19′ 59″ N, 12° 23′ 36″ O | 1924 | 1926 | Leipzig                                   | 660,8 (454)       | –             | –             | –             | –             | –             |
| 41 | Leipzig-Messe                | 51° 19′ 9″ N, 12° 24′ 2″ O   | 1926 | 1932 | Leipzig                                   | –                 | 840           | 829           | 1157          | –             | –             |
| 42 | Leipzig-Wiederau             | 51° 11′ 6″ N, 12° 16′ 48″ O  | 1932 | 1945 | Leipzig                                   | –                 | –             | –             | –             | 785           | 785           |
| 43 | Magdeburg                    | 52° 7′ 57″ N, 11° 37′ 53″ O  | 1928 | 1944 | Berlin, 1933 Hamburg                      | –                 | –             | 1270?         | 1058          | 1330          | 1330          |
| 44 | Melnik                       | 50° 22′ 19″ N, 14° 31′ 10″ O | 1939 | 1945 | Böhmen                                    | –                 | –             | –             | –             | –             | 1113          |
| 45 | Memel                        | 55° 42′ 1″ N, 21° 12′ 42″ O  | 1939 | 1944 | Königsberg                                | –                 | –             | –             | –             | –             | 565           |
| 46 | München-Arnulfstr.           | 48° 8′ 32″ N, 11° 33′ 14″ O  | 1924 | 1927 | München                                   | 618,6 (485)       | –             | –             | –             | –             | –             |
| 47 | München-Stadelheim           | 48° 5′ 59″ N, 11° 35′ 31″ O  | 1926 | 1932 | München                                   | –                 | 560           | 559           | 563           | –             | –             |
| 48 | München-Ismaning             | 48° 15′ 7″ N, 11° 45′ 0″ O   | 1932 | 1945 | München                                   | –                 | –             | –             | –             | 740           | 740           |
| 49 | Münster                      | 51° 57′ 0″ N, 7° 38′ 17″ O   | 1924 | 1932 | Köln (Münster)                            | 731,7 (410)       | 1240          | 1200          | 1283          | –             | –             |
| 50 | Nürnberg-Oberpostdirektion   | 49° 26′ 49″ N, 11° 5′ 5″ O   | 1924 | 1926 | München                                   | 882,4 (340)       | –             | –             | –             | –             | –             |
| 51 | Nürnberg-Kleinreuth          | 49° 26′ 38″ N, 11° 0′ 31″ O  | 1926 | 1945 | München                                   | –                 | 910           | 1240          | 1256          | 1267          | 519           |
| 52 | Saarbrücken-Heusweiler       | 49° 20′ 42″ N, 6° 54′ 52″ O  | 1935 | 1945 | Saarbrücken                               | –                 | –             | –             | –             | –             | 1249          |
| 53 | Stettin-Zabelsdorf           | 53° 25′ 41″ N, 14° 32′ 52″ O | 1925 | 1934 | Berlin                                    | –                 | 1190          | 1270          | 1058          | –             | –             |
| 54 | Stettin-König-Albert-Str.    | 53° 25′ 41″ N, 14° 32′ 52″ O | 1934 | 1945 | Hamburg                                   | –                 | –             | –             | –             | 1330          | 1330          |
| 55 | Stolp                        | 54° 23′ 0″ N, 17° 10′ 0″ O   | 1938 | 1945 | Hamburg                                   | –                 | –             | –             | –             | –             | 1330          |
| 56 | Stuttgart-Feuerbach          | 48° 48′ 36″ N, 9° 10′ 51″ O  | 1924 | 1926 | Stuttgart                                 | 677,2 (443)       | –             | –             | –             | –             | –             |
| 57 | Stuttgart-Degerloch          | 48° 44′ 0″ N, 9° 10′ 30″ O   | 1926 | 1930 | Stuttgart                                 | –                 | 790           | 802           | 833           | –             | –             |
| 58 | Stuttgart-Mühlacker          | 48° 56′ 28″ N, 8° 51′ 8″ O   | 1930 | 1945 | Stuttgart                                 | –                 | –             | –             | –             | 574           | 574           |
| 59 | Trier                        | 49° 46′ 8″ N, 6° 39′ 27″ O   | 1933 | 1945 | Frankfurt                                 | –                 | –             | –             | –             | 1195          | 1195          |
| 60 | Troppau-Schönbrunn           | 49° 48′ 40″ N, 18° 11′ 30″ O | 1938 | 1939 | Breslau                                   | –                 | –             | –             | –             | –             | 1204          |
| 61 | Zeesen                       | 52° 16′ 28″ N, 13° 37′ 3″ O  | 1927 | 1939 | Deutschlandsender; Kurzwellensender       | –                 | –             | 182           | 183,5         | 191           | –             |
| 58 | Dornbirn-Lauterach           | 47° 26′ 55″ N, 9° 42′ 7″ O   | 1938 | 1945 | Stuttgart                                 | –                 | –             | –             | –             | –             | 1294          |
| 59 | Graz-St. Peter               | 47° 3′ 14″ N, 15° 27′ 55″ O  | 1938 | 1945 | Wien                                      | –                 | –             | –             | –             | –             | 886           |
| 60 | Innsbruck-Aldrans            | 47° 15′ 11″ N, 11° 26′ 51″ O | 1938 | 1945 | München                                   | –                 | –             | –             | –             | –             | 519           |
| 61 | Klagenfurt                   | 46° 37′ 34″ N, 14° 19′ 30″ O | 1938 | 1945 | Wien                                      | –                 | –             | –             | –             | –             | 886           |
| 62 | Linz                         | 48° 17′ 51″ N, 14° 16′ 3″ O  | 1938 | 1945 | Wien                                      | –                 | –             | –             | –             | –             | 1267          |
| 63 | Salzburg                     | 47° 47′ 46″ N, 13° 2′ 26″ O  | 1938 | 1945 | München                                   | –                 | –             | –             | –             | –             | 519           |
| 64 | Wien-Bisamberg               | 48° 18′ 40″ N, 16° 23′ 1″ O  | 1938 | 1945 | Wien                                      | –                 | –             | –             | –             | –             | 592           |

Bei den Senderstandorten ist folgende Entwicklung feststellbar: Zuerst wurden die Sender in der Regel auf die Dächer der Studiogebäude gesetzt, teilweise unter Nutzung von Kirchtürmen oder Rathäusern. Ab 1925 erfolgte eine Verlagerung in die Vororte, oft mit Stahlgitterturmpaaren. Als man erkannte, dass Stahl negative Auswirkungen auf die Ausbreitungsreichweite hatte, folgten Holztürme, erst doppelt, zu Beginn der 30er-Jahre einzeln. Am 10. Oktober 1935 wurde der Holzturm des Senders Langenberg durch einen Orkan zerstört, weshalb dann öfter selbststrahlende abgespannte Stahlmasten zum Einsatz kamen.

## Abwicklung und Nachfolgeeinrichtungen
1951 ging die Reichs-Rundfunk-Gesellschaft durch Gesellschafterbeschluss in Liquidation, die sich bis 1961 hinzog. Eine entfernt der RRG vergleichbare Einrichtung ist seit 1950 die Arbeitsgemeinschaft der Rundfunkanstalten Deutschlands (ARD). Den europäischen Auslandsdienst übernahm der Deutschlandfunk (DLF, 1962–93), den Überseedienst die Deutsche Welle. Der Deutschlandsender wurde 1946 in Ostdeutschland fortgeführt (Namen: nach Zusammenlegung mit der Berliner Welle 1971 Stimme der DDR, 1990 wieder Deutschlandsender bzw. nach Zusammenlegung mit Radio DDR II im Mai DS Kultur; dann nach Zusammenlegung mit RIAS 1 Anfang 1994 Deutschlandradio Berlin, 2005 Deutschlandradio Kultur, 2017 Deutschlandfunk Kultur).